# Chinesische Dornkirsche
Die Chinesische Dornkirsche (Prinsepia uniflora) ist ein kleiner Strauch mit weißen Blüten und rotbraunen bis schwarzbraunen Früchten aus der Familie der Rosengewächse (Rosaceae). Das natürliche Verbreitungsgebiet liegt in China. Die Art wird häufig als Zierstrauch verwendet. 

## Beschreibung

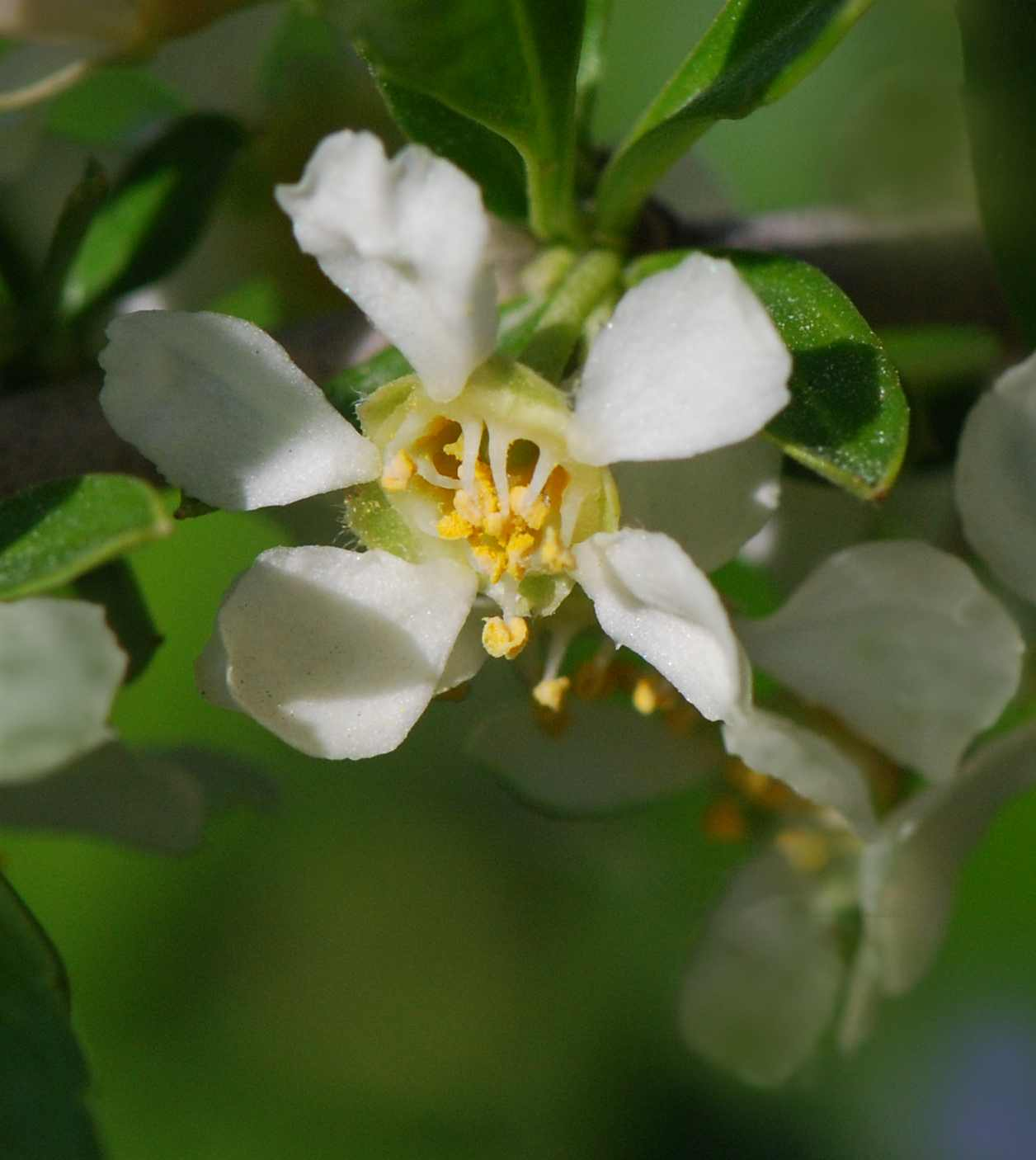
Blüte

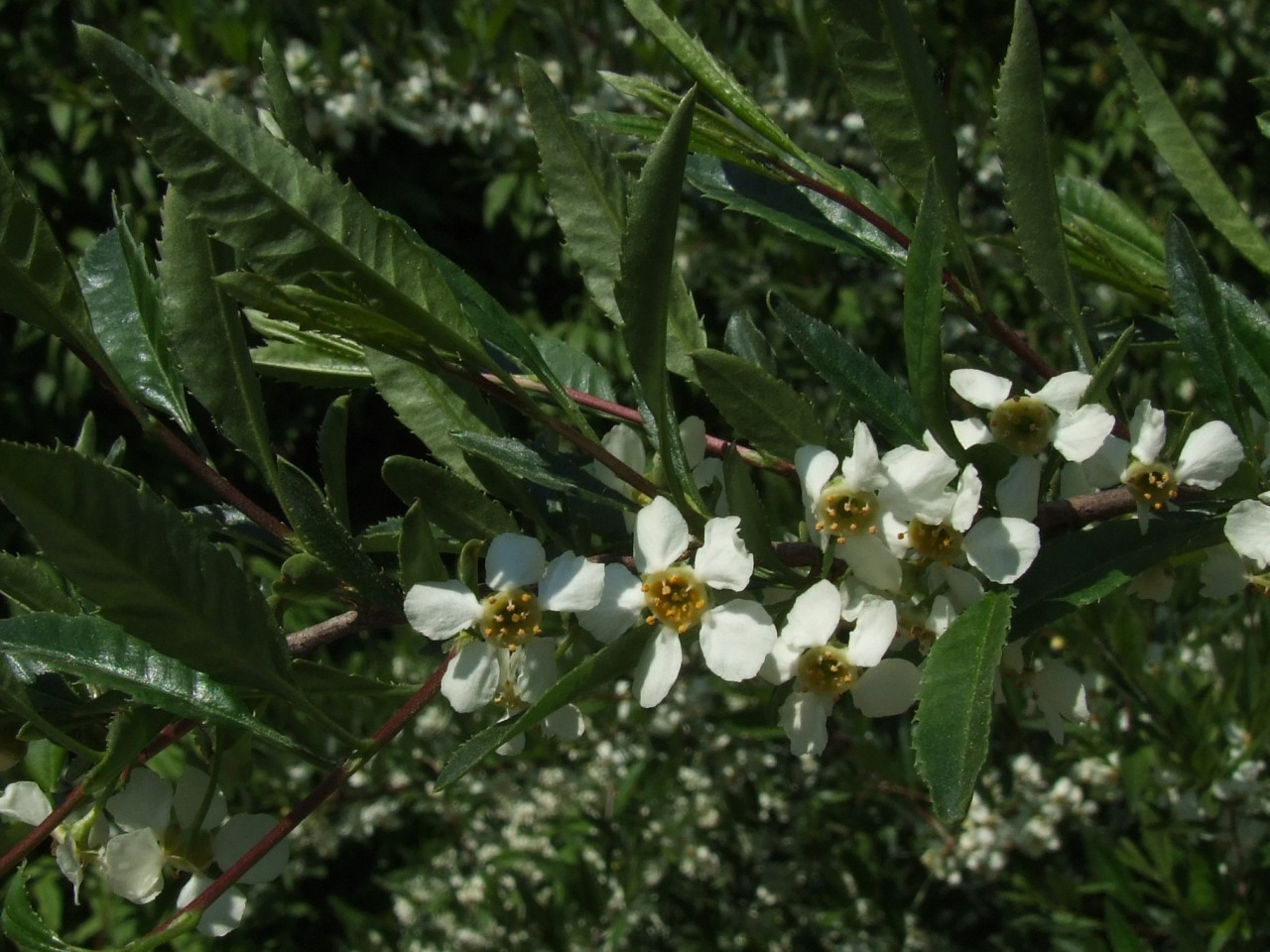
Zweig mit Blättern und Blüten

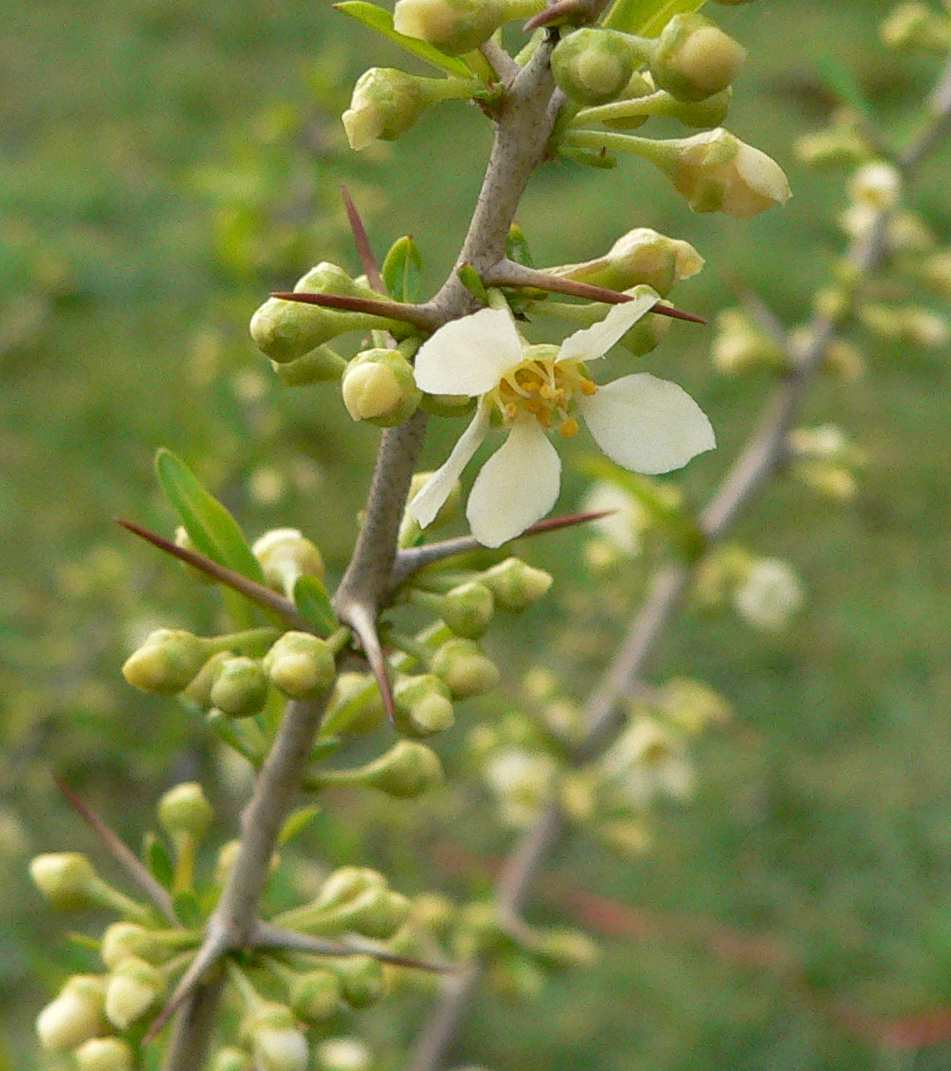
Zweig mit Dornen und Blüten

Die Chinesische Dornkirsche ist ein 1 bis 2 Meter hoher Strauch mit rötlich-braunen, dicken und kahlen Ästen und graugrünen bis graubraunen, gewinkelten, kahlen oder behaarten Zweigen. Die Dornen sind 6 bis 10 Millimeter lang, blattlos und aufgerichtet. Die Winterknospen sind purpurrot, eiförmig und kahl. Die Laubblätter sind beinahe sitzend oder haben einen kurzen, wenig behaarten Stiel. Die Blattspreite ist einfach, 2 bis 5,5 Zentimeter lang und 0,6 bis 0,8 Zentimeter breit, länglich-lanzettlich, schmal-länglich, länglich, eiförmig-länglich, eiförmig-lanzettlich, schmal-lanzettlich oder schmal-elliptisch, mit spitzer oder stumpfer Spitze, keilförmiger bis breit keilförmiger Basis und welligem bis deutlich fein gesägtem Blattrand. Die Blattoberseite ist glänzend dunkelgrün, die Unterseite fahlgrün und kahl.
Die zwittrigen Blüten stehen einzeln oder in Büscheln aus drei Blüten. Tragblätter sind nicht vorhanden. Die Blüten haben Durchmesser von 8 bis 10 Millimetern, der Blütenstiel ist 3 bis 15 Millimeter lang und kahl. Der Blütenbecher ist kreiselförmig und außen kahl. Die Kelchblätter sind dreieckig-eiförmig bis rundlich, außen kahl, ganzrandig mit stumpfem Ende. Sie bleiben an der Frucht zurückgebogen erhalten. Die fünf Kronblätter sind weiß und rot geadert, verkehrt eiförmig mit kurz genagelter und breit keilförmiger Basis, stumpfer Spitze und an der Spitze ausgebissenem Blattrand. Die zehn Staubblätter sind in zwei Quirlen angeordnet. Der Fruchtknoten ist kahl, der Griffel kurz. Die Steinfrüchte sind glänzend, rotbraun bis schwarzbraun, rundlich, kahl und erreichen Durchmesser von 0,8 bis 1,2 Zentimeter. Die Chinesische Dornkirsche blüht im Mai, die Früchte reifen von Juni bis September.

## Verbreitung
Das natürliche Verbreitungsgebiet liegt in China in den Provinzen Gansu, Henan, Ningxia, Qinghai, Shaanxi, Shanxi, Sichuan und in der Inneren Mongolei. Die Chinesische Dornkirsche wächst auf Berghängen, in Schluchten und Tälern und an der Basis von Hügeln in 800 bis 2200 Metern Höhe auf trockenen bis frischen, schwach sauren bis stark alkalischen, sandigen, sandig-kiesigen oder sandig-lehmigen, nährstoffreichen Böden an licht- bis halbschattigen, kühl-gemäßigten Standorten. Die Art ist nässeempfindlich und mäßig frosthart. Sie wird der Winterhärtezone 6a (mittlere jährliche Minimaltemperaturen von −23,3 bis −20,6 °C) zugeordnet.

## Systematik und Forschungsgeschichte
Die Chinesische Dornkirsche (Prinsepia uniflora) ist eine Art aus der Gattung der Dornkirschen (Prinsepia) in der Familie der Rosengewächse (Rosaceae). Dort wird sie in der Unterfamilie Spiraeoideae der Tribus Osmaronieae zugeordnet. Die Art wurde von Alexander Fjodorowitsch Batalin 1892 erstbeschrieben. Der Gattungsname Prinsepia erinnert an den englischen Archäologen und Kolonialverwalter James Prinsep (1799–1840), der als erster Europäer die Gebote des altindischen Königs Ashoka entzifferte. Das Artepitheton uniflora stammt aus dem Lateinischen und bedeutet „einblütig“.
Es werden zwei Varietäten unterschieden:
- Prinsepia uniflora var. serrata Rehder mit eiförmig-lanzettlicher bis eiförmig-länglicher Blattspreite auf blütenlosen Zweigen und länglicher bis schmal elliptischer Spreite auf Zweigen mit Blüten, mit deutlich gesägtem Blattrand und einem 5 bis 15 Millimeter langen Blütenstiel. Das Verbreitungsgebiet der Varietät sind Berghänge und Talschluchten in 800 bis 2200 Metern Höhe in Gansu, Ningxia, im Osten von Qinghai, im Süden von Shaanxi und Shanxi und im Westen von Sichuan.[8]
- Prinsepia uniflora var. uniflora mit länglich-lanzettlicher bis schmal-lanzettlicher Blattspreite, gewelltem oder undeutlich fein gesägtem Blattrand und einem 3 bis 5 Millimeter langen Blütenstiel. Das Verbreitungsgebiet sind sonnige Hänge und die Basis von Hügeln in 900 bis 1100 Metern Höhe in Gansu, im Westen von Henan, im Süden der Inneren Mongolei, in Shaanxi und Shanxi und im Westen von Sichuan.[9]

## Verwendung
Die Chinesische Dornkirsche wird aufgrund ihres bemerkenswerten Fruchtschmucks häufig als Zierstrauch verwendet.

## Nachweise